# 庞氏旧宅
庞氏旧宅（承朴堂、庞云鏳故居）是中国浙江省湖州市南浔区南浔镇的一座历史建筑，位于东大街66-78号，建于晚清。
此宅为晚清南浔“四象”之一庞云鏳的故居，建于清咸丰八年（1858年），规模庞大，包括东西三条轴线，西侧为次子、收藏家庞莱臣所居，东侧为第三子、政治活动家庞青城所居。。2011年2月25日公布为湖州市文物保护单位。。 